# Sweetener World Tour
Sweetener World Tour је била четврта концерта турнеја певачице Аријане Гранде која промовише њен четврти и пети албум Sweetener (2018)  и Thank U, Next (2019). Турнеја је почела 18. марта 2019. у Олбанију и завршила се 22. децембра 2019. у Инглвуду.

## Дешавања
6. маја 2018. певачица је дала знак да ће ићи на турнеју следеће године, убрзо након објављивања назива њеног новог албума у шоуу The Tonight Show Starring Jimmy Fallon. Три месеца касније, она је објавила да има планова за турнеју и да њен тим ради на томе. Гранде је кренула на промотивну турнеју под називом The Sweetener Sessions која је кренула 20. августа 2018. године у Њујорк Ситију у Сједињеним Америчким Државама и завршила је 4. септембра 2018. у Лондону у Енглеској.. Певачица је објавила назив турнеје као Sweetener World Tour и сутрадан објавила датуме северноамеричке турнеје.
Прва етапа турнеје је посетила 40 градова широм Северне Америке почевши у Олбанију 18. марта 2019. године и завршивши је 4. августа 2019. на фестивалу Lollapalooza. Претпродаја карата је почела 1. новембра 2018. и завршила се 3. новембра 2018. 5. новембра 2018. је кренула продаја карата и певачица је најавила певачицу Normani и бенд Social House као њене предизвођаче. 10. децембра 2018. због велике популарности, додати су наступи у Чикагу, Лос Анђелесу, Мајамију, Бруклину, Њујорк Ситију, Вашингтону, Бостону, Филаделфији и Торонту. . 14. јануара је објављено да су наступи у Чикагу, Индијанаполису, Колумбусу, Милвокију, Сент Луису, Сент Полу, Денверу и Солт Лејк Ситију померени и наступи у Омахи и Ралију отказани због Арианиног наступа на фестивалу Coachella Valley Music and Arts Festival 14. априла и 21. априла 2019. и нови наступ је додат у Лас Вегасу.  28. маја 2019. је објављено да су наступи у Тампи и Орланду померени због Арианине болести. 
14. децембра 2018. Гранде је објавила датуме европске турнеје, са специјалним наступом у Манчестеру.  Друга етапа турнеје обухвата 19 градова широм Европе почевши у Лондону 17. августа 2019. и завршивши се 16. октобра такође у Лондону. Претпродаја карата за другу етапу је почела 19. децембра и трајала је до 21. децембра 2018. за наступе у Уједињеном Краљевству, и од 18. децембра до 20. децембра 2018. за остале датуме турнеје. 20. децембра 2018. продаја карата је почела (осим за Уједињено Краљевство) и због велике популарности додати су наступи у Амстердаму, Паризу и Даблину.  21. децембра је почела продаја карата у Уједињеном Краљевству и због велике популарности додати су наступи у Лондону и Бирмингему. 25. фебруара 2019. због велике популарности су додати наступи у Хамбургу и Даблину.  5. марта 2019. Гранде је објавила да ће певачица Ella Mai бити предизвођач на европској турнеји. 11. јуна 2019. због велике популарности су додати наступи у Лондону.  9. августа 2019. је објављено да је први наступ у Хамбургу и наступ у Прагу померен, а да је наступ у Кракову отказан.
20. јуна 2019. Гранде је најавила нову северноамеричку турнеју. Посетиће 19 градова широм Сједињених Америчких Држава, укључујући померене наступе за Тампу и Орландо, почевши у Јуниондејлу 9. новембра и завршивши се у Инглвуду 22. децембра. Претпродаја карата за трећу етапу је почела 26. јуна и завршила се 30. јуна 2019. 1. јула су карте пуштене у продају. 11. јула 2019. због велике популарности су додати наступи у Сан Франциску и Инглвуду.

## Листа песама
Ова листа песама је извођена на наступу у Олбанију 18. марта 2019. године . и не представља листу песама за сваки наступ.
1. "Raindrops (An Angel Cried)"
2. "God Is a Woman"
3. "Bad Idea”
4. "Break Up with Your Girlfriend, I'm Bored"
5. "R.E.M"
6. "Be Alright"
7. "Sweetener"
8. "Successful"
9. "Side to Side"
10. "Bloodline"
11. "7 Rings"
12. "Love Me Harder"
13. "Breathin"
14. "Needy"
15. "Fake Smile"
16. "Make Up"
17. "Right There"
18. "You'll Never Know"
19. "Break Your Heart Right Back"
20. "NASA"
21. "Goodnight n Go"
22. "Everytime"
23. "One Last Time"
24. "The Light Is Coming"
25. "Into You"
26. "Dangerous Woman"
27. "Break Free"
28. "No Tears Left to Cry"
29. "Thank U, Next"

- Током првог наступа у Бостону, Гранде је изводила песму "Rule the World" са репером 2 Chainz.[22]
- Током првог наступа у Вашингтону, Гранде је изводила необјављену песму Got Her Own са певачицом Викторијом Моне.[23]
- Током првог наступа у Монтреалу, другог наступа у Лос Анђелесу, првог наступа у Инглвуду, првог наступа у Лас Вегасу и наступа у Анахејму Гранде је изводила песму "Monopoly" са певачицом Викторијом Моне.[24]
- Током првог наступа на фестивалу Coachella Valley Music and Arts Festival, Гранде је изводила песме "Break Up with Your Girlfriend, I'm Bored" и "Tearin' Up My Heart" са бендом NSYNC, песме "Side to Side" и "Bang Bang" са Ники Минаж, и песму "Mo Money Mo Problems" са реперима Diddу и Mase. Песме "Successful", "Bloodline", "Fake Smile", "Make Up", "You'll Never Know", "Everytime", и "One Last Time" нису извођене.[25]
- Током другог наступа на фестивалу Coachella Valley Music and Arts Festival, Гранде је изводила песму "Bang Bang", и песму "Sorry" са Џастином Бибером. Песме "Successful", "Bloodline", "Fake Smile", "Make Up", "You'll Never Know", "Goodnight n Go", "Everytime", and "One Last Time" нису извођене.[26]
- Почевши од наступа у Едмонтону, песма "One Last Time" је избачена са листе песама.[27]
- Почевши од првог наступа у Фениксу, песма "Goodnight n Go" је избачена са листе песама и замењена са песмом "Get Well Soon".[28]
- Током наступа у Шарлоту, Гранде је изводила песме "Tattooed Heart" и "Piano".[29]
- Почевши од другог наступа у Вашингтону, песма "Bloodline" је избачена са листе песама.
- Током наступа на фестивалу Lollapalooza, Гранде је изводила песму "Boyfriend" са бендом Social House. Песме "Raindrops (An Angel Cried)", "Successful", "Love Me Harder", "Fake Smile", "Make Up", "Right There", "You'll Never Know", "Break Your Heart Right Back" и "Everytime" нису извођене.[30]
- Почевши од првог наступа у Лондону, песма "Get Well Soon" је избачена са листе песама и замењена песмом "Only 1" и песма "Boyfriend" је убачена на листу песама.[31]
- Током наступа у Манчестеру, Гранде је једино изводила: "No Tears Left to Cry", "Be Alright", "Break Up with Your Girlfriend, I'm Bored", "Side to Side", "7 Rings", "Break Free", "Breathin", "Thank U, Next" и "One Last Time".[32]
- Почевши од наступа у Бечу, песма "Boyfriend" је избачена са листе песама.
- Током трећег наступа у Даблину, песме "Successful" и "Only 1" нису извођене.
- Почевши од наступа у Ослу, песма "Only 1" је избачена са листе песама и замењена песмом "Tattooed Heart".
- Почевши наступа у Јуниондејлу, песме "Love Me Harder", "Right There", "You’ll Never Know" и “Break Your Heart Right Back" су избачене са листе песама, песме "Winter Things", "December", "True Love", "Wit It This Christmas" и "Santa Tell Me" су убачене на листу песама, а песме "Tattooed Heart" и "Into You" нису извођене. [33]
- Tоком трећег наступа у Бруклину, песма "Tattooed Heart" је извођена уместо песме "Winter Things".
- Почевши наступа у Шарлотсвилу, песма "Tattooed Heart" је избачена са листе песама.
- Током другог наступа у Атланти, Гранде је изводила песму "Give It Up" са Елизабет Гилис и песму "I Think You're Swell" са Метом Бенетом, песме "Break Free", "Everytime", "Successful" нису извођене.
- Почевши од наступа у Ралију, песма "Winter Things" је избачена са листе песама и замењена песмом "Get Well Soon".
- Почевши од наступа у Орланду, песма "Break Free" је избачена са листе песама.
- Током другог наступа у Даласу, песма "Moonlight" је извођена уместо песме "Get Well Soon".
- Током другог наступа у Фениксу, песма "Tattooed Heart" је извођена уместо песме "Get Well Soon".
- Почевши од наступа у Анахејму, песма "Get Well Soon" је избачена са листе песама и замењена песмом "Honeymoon Avenue".
- Током другог наступа у Лас Вегасу, песма "Successful" није извођена.

## Наступи
| Датум               | Град            | Држава                    | Место одржавања                   | Предизвођач           | Продате карте/Укупан број карата | Зарада          |
| Северна Америка     | Северна Америка | Северна Америка           | Северна Америка                   | Северна Америка       | Северна Америка                  | Северна Америка |
| ------------------- | --------------- | ------------------------- | --------------------------------- | --------------------- | -------------------------------- | --------------- |
| 18. март 2019.      | Олбани          | Сједињене Америчке Државе | Times Union Center                | Normani Social House  | 11,432 / 11,432                  | $1,268,045      |
| 20. март 2019.      | Бостон          | Сједињене Америчке Државе | TD Garden                         | Normani Social House  | 13,125 / 13,125                  | $1,670,045      |
| 22. март 2019.      | Бафало          | Сједињене Америчке Државе | KeyBank Center                    | Normani Social House  | 14,459 / 14,459                  | $1,470,630      |
| 25. март 2019.      | Вашингтон       | Сједињене Америчке Државе | Capital One Arena                 | Normani Social House  | 13,598 / 13,598                  | $1,832,776      |
| 26. март 2019.      | Филаделфија     | Сједињене Америчке Државе | Wells Fargo Center                | Normani Social House  | 14,787 / 14,787                  | $1,799,863      |
| 28. март 2019.      | Кливленд        | Сједињене Америчке Државе | Quicken Loans Arena               | Normani Social House  | 14,763 / 14,763                  | $1,554,750      |
| 30. март 2019.      | Aнкасвил        | Сједињене Америчке Државе | Mohegan Sun Arena                 | Normani Social House  | 7,097 / 7,097                    | $1,112,692      |
| 1. април 2019.      | Монтреал        | Канада                    | Bell Centre                       | Normani Social House  | 14,620 / 15,643                  | $1,440,460      |
| 3. април 2019.      | Торонто         | Канада                    | Scotiabank Arena                  | Normani Social House  | 14,663 / 14,663                  | $1,565,703      |
| 5. април 2019.      | Детроит         | Сједињене Америчке Државе | Little Caesars Arena              | Normani Social House  | 13,698 / 13,698                  | $1,508,715      |
| 14. април 2019.     | Индио           | Сједињене Америчке Државе | Empire Polo Club                  | Н/Д                   | Н/Д                              | Н/Д             |
| 21. април 2019.     | Индио           | Сједињене Америчке Државе | Empire Polo Club                  | Н/Д                   | Н/Д                              | Н/Д             |
| 25. април 2019.     | Едмонтон        | Канада                    | Rogers Place                      | Normani Social House  | 13,947 / 13,947                  | $1,493,948      |
| 27. април 2019.     | Ванкувер        | Канада                    | Rogers Arena                      | Normani Social House  | 14,363 / 14,363                  | $1,617,978      |
| 30. април 2019.     | Портланд        | Сједињене Америчке Државе | Moda Center                       | Normani Social House  | 13,692 / 13,692                  | $1,469,277      |
| 2. мај 2019.        | Сен Хозе        | Сједињене Америчке Државе | SAP Center                        | Normani Social House  | 13,605 / 13,605                  | $1,730,098      |
| 3. мај 2019.        | Сакраменто      | Сједињене Америчке Државе | Golden 1 Center                   | Normani Social House  | 13,886 / 13,886                  | $1,737,905      |
| 6. мај 2019.        | Лос Анђелес     | Сједињене Америчке Државе | Staples Center                    | Normani Social House  | 27,916 / 27,916                  | $3,277,659      |
| 7. мај 2019.        | Лос Анђелес     | Сједињене Америчке Државе | Staples Center                    | Normani Social House  | 27,916 / 27,916                  | $3,277,659      |
| 10. мај 2019.       | Инглвуд         | Сједињене Америчке Државе | The Forum                         | Normani Social House  | 14,417 / 14,417                  | $2,149,419      |
| 11. мај 2019.       | Лас Вегас       | Сједињене Америчке Државе | T-Mobile Arena                    | Normani Social House  | 15,194 / 15,194                  | $1,555,349      |
| 14. мај 2019.       | Феникс          | Сједињене Америчке Државе | Talking Stick Resort Arena        | Normani Social House  | 13,343 / 13,343                  | $1,492,678      |
| 17. мај 2019.       | Сан Антонио     | Сједињене Америчке Државе | AT&T Center                       | Normani Social House  | 14,860 / 14,860                  | $1,678,465      |
| 19. мај 2019.       | Хјустон         | Сједињене Америчке Државе | Toyota Center                     | Normani Social House  | 12,483 / 12,483                  | $1,602,420      |
| 21. мај 2019.       | Далас           | Сједињене Америчке Државе | American Airlines Center          | Normani Social House  | 14,262 / 14,262                  | $1,601,901      |
| 23. мај 2019.       | Оклахома Сити   | Сједињене Америчке Државе | Chesapeake Energy Arena           | Normani Social House  | 12,668 / 12,668                  | $1,347,629      |
| 25. мај 2019.       | Њу Орлеанс      | Сједињене Америчке Државе | Smoothie King Center              | Normani Social House  | 12,889 / 12,889                  | $1,376,994      |
| 31. мај 2019.       | Мајами          | Сједињене Америчке Државе | American Airlines Arena           | Normani Social House  | 26,704 / 26,704                  | $3,146,471      |
| 1. јун 2019.        | Мајами          | Сједињене Америчке Државе | American Airlines Arena           | Normani Social House  | 26,704 / 26,704                  | $3,146,471      |
| 4. јун 2019.        | Чикаго          | Сједињене Америчке Државе | United Center                     | Normani Social House  | 28,941 / 28,941                  | $3,468,667      |
| 5. јун 2019.        | Чикаго          | Сједињене Америчке Државе | United Center                     | Normani Social House  | 28,941 / 28,941                  | $3,468,667      |
| 7. јун 2019.        | Нешвил          | Сједињене Америчке Државе | Bridgestone Arena                 | Normani Social House  | 13,835 / 13,835                  | $1,437,761      |
| 8. јун 2019.        | Атланта         | Сједињене Америчке Државе | State Farm Arena                  | Normani Social House  | 12,317 / 12,317                  | $1,220,686      |
| 10. јун 2019.       | Шарлот          | Сједињене Америчке Државе | Spectrum Center                   | Normani Social House  | 14,972 / 14,972                  | $1,550,790      |
| 12. јун 2019.       | Питсбург        | Сједињене Америчке Државе | PPG Paints Arena                  | Social House          | 14,343 / 14,343                  | $1,518,932      |
| 14. јун 2019.       | Бруклин         | Сједињене Америчке Државе | Barclays Center                   | Normani Social House  | 28,972 / 28,972                  | $4,378,453      |
| 15. јун 2019.       | Бруклин         | Сједињене Америчке Државе | Barclays Center                   | Normani Social House  | 28,972 / 28,972                  | $4,378,453      |
| 18. јун 2019.       | Њујорк Сити     | Сједињене Америчке Државе | Madison Square Garden             | Normani Social House  | 28,576 / 28,576                  | $5,492,909      |
| 19. јун 2019.       | Њујорк Сити     | Сједињене Америчке Државе | Madison Square Garden             | Normani Social House  | 28,576 / 28,576                  | $5,492,909      |
| 21. јун 2019.       | Вашингтон       | Сједињене Америчке Државе | Capital One Arena                 | Normani Social House  | 13,897 / 13,897                  | $1,782,835      |
| 22. јун 2019.       | Бостон          | Сједињене Америчке Државе | TD Garden                         | Normani Social House  | 13,242 / 13,242                  | $1,628,077      |
| 24. јун 2019.       | Филаделфија     | Сједињене Америчке Државе | Wells Fargo Center                | Normani Social House  | 14,968 / 14,968                  | $1,807,505      |
| 26. јун 2019.       | Торонто         | Канада                    | Scotiabank Arena                  | Normani Social House  | 15,073 / 15,073                  | $1,539,282      |
| 29. јун 2019.       | Индијанаполис   | Сједињене Америчке Државе | Bankers Life Fieldhouse           | Normani Social House  | 13,773 / 13,773                  | $1,346,335      |
| 1. јул 2019.        | Колумбус        | Сједињене Америчке Државе | Schottenstein Center              | Normani Social House  | 13,576 / 13,576                  | $1,361,839      |
| 5. јул 2019.        | Милвоки         | Сједињене Америчке Државе | Fiserv Forum                      | Normani Social House  | 12,040 / 12,040                  | $1,310,830      |
| 6. јул 2019.        | Сент Луис       | Сједињене Америчке Државе | Enterprise Center                 | Normani Social House  | 14,474 / 14,474                  | $1,547,186      |
| 8. јул 2019.        | Сент Пол        | Сједињене Америчке Државе | Xcel Energy Center                | Normani Social House  | 14,789 / 14,789                  | $1,751,076      |
| 11. јул 2019.       | Денвер          | Сједињене Америчке Државе | Pepsi Center                      | Normani Social House  | 13,258 / 13,258                  | $1,446,520      |
| 13. јул 2019.       | Солт Лејк Сити  | Сједињене Америчке Државе | Vivint Smart Home Arena           | Normani Social House  | 12,569 / 12,569                  | $1,163,364      |
| 4. август 2019.     | Чикаго          | Сједињене Америчке Државе | Grant Park                        | Н/Д                   | Н/Д                              | Н/Д             |
| Европа              |                 |                           |                                   |                       |                                  |                 |
| 17. август 2019.    | Лондон          | Енглеска                  | The O2 Arena                      | Ella Mai Social House | 49,950 / 51,426                  | $5,313,530      |
| 19. август 2019.    | Лондон          | Енглеска                  | The O2 Arena                      | Ella Mai Social House | 49,950 / 51,426                  | $5,313,530      |
| 20. август 2019.    | Лондон          | Енглеска                  | The O2 Arena                      | Ella Mai Social House | 49,950 / 51,426                  | $5,313,530      |
| 23. август 2019.    | Амстердам       | Холандија                 | Ziggo Dome                        | Ella Mai Social House | —                                | —               |
| 24. август 2019.    | Амстердам       | Холандија                 | Ziggo Dome                        | Ella Mai Social House | —                                | —               |
| 25. август 2019.    | Манчестер       | Енглеска                  | Mayfield                          | Н/Д                   | Н/Д                              | Н/Д             |
| 27. август 2019.    | Париз           | Француска                 | AccorHotels Arena                 | Ella Mai Social House | 31,521 / 32,520                  | $2,649,344      |
| 28. август 2019.    | Париз           | Француска                 | AccorHotels Arena                 | Ella Mai Social House | 31,521 / 32,520                  | $2,649,344      |
| 30. август 2019.    | Антверпен       | Белгија                   | Sportpaleis                       | Ella Mai Social House | —                                | —               |
| 1. септембар 2019.  | Келн            | Немачка                   | Lanxess Arena                     | Ella Mai Social House | —                                | —               |
| 3. септембар 2019.  | Беч             | Аустрија                  | Wiener Stadthalle                 | Ella Mai Social House | —                                | —               |
| 4. септембар 2019.  | Праг            | Чешка Република           | O2 Arena                          | Ella Mai Social House | —                                | —               |
| 11. септембар 2019. | Амстердам       | Холандија                 | Ziggo Dome                        | Ella Mai Social House | —                                | —               |
| 14. септембар 2019. | Бирмингем       | Енглеска                  | Arena Birmingham                  | Ella Mai Social House | —                                | —               |
| 15. септембар 2019. | Бирмингем       | Енглеска                  | Arena Birmingham                  | Ella Mai Social House | —                                | —               |
| 17. септембар 2019. | Глазгов         | Шкотска                   | SSE Hydro                         | Ella Mai Social House | 12,994 / 12,994                  | $1,342,620      |
| 19. септембар 2019. | Шефилд          | Енглеска                  | FlyDSA Arena                      | Ella Mai Social House | —                                | —               |
| 22. септембар 2019. | Даблин          | Ирска                     | 3Arena                            | Ella Mai Social House | —                                | —               |
| 23. септембар 2019. | Даблин          | Ирска                     | 3Arena                            | Ella Mai Social House | —                                | —               |
| 25. септембар 2019. | Даблин          | Ирска                     | 3Arena                            | Ella Mai Social House | —                                | —               |
| 28. септембар 2019. | Хамбург         | Немачка                   | Barclaycard Arena                 | Ella Mai Social House | 12,614 / 13,377                  | $1,142,830      |
| 1. октобар 2019.    | Копенхаген      | Данска                    | Royal Arena                       | Ella Mai Social House | —                                | —               |
| 3. октобар 2019.    | Осло            | Норвешка                  | Telenor Arena                     | Ella Mai Social House | —                                | —               |
| 5. октобар 2019.    | Хелсинки        | Финска                    | Hartwall Arena                    | Ella Mai Social House | —                                | —               |
| 7. октобар 2019.    | Стокхолм        | Шведска                   | Ericsson Globe                    | Ella Mai Social House | —                                | —               |
| 9. октобар 2019.    | Хамбург         | Немачка                   | Barclaycard Arena                 | Ella Mai Social House | —                                | —               |
| 10. октобар 2019.   | Берлин          | Немачка                   | Mercedes-Benz Arena               | Ella Mai Social House | —                                | —               |
| 13. октобар 2019.   | Цирих           | Швајцарска                | Hallenstadion                     | Ella Mai Social House | 13,370 / 13,370                  | $1,367,790      |
| 15. октобар 2019.   | Лондон          | Енглеска                  | The O2 Arena                      | Ella Mai Social House | 26,369 / 29,062                  | $3,061,320      |
| 16. октобар 2019.   | Лондон          | Енглеска                  | The O2 Arena                      | Ella Mai Social House | 26,369 / 29,062                  | $3,061,320      |
| Северна Америка     |                 |                           |                                   |                       |                                  |                 |
| 9. новембар 2019.   | Јуниондејл      | Сједињене Америчке Државе | Nassau Veterans Memorial Coliseum | Social House          | —                                | —               |
| 12. новембар 2019.  | Бруклин         | Сједињене Америчке Државе | Barclays Center                   | Social House          | —                                | —               |
| 15. новембар 2019.  | Шарлотсвил      | Сједињене Америчке Државе | John Paul Jones Arena             | Social House          | —                                | —               |
| 19. новембар 2019.  | Атланта         | Сједињене Америчке Државе | State Farm Arena                  | Social House          | —                                | —               |
| 22. новембар 2019.  | Рали            | Сједињене Америчке Државе | PNC Arena                         | Social House          | —                                | —               |
| 24. новембар 2019.  | Тампа           | Сједињене Америчке Државе | Аmalie Arena                      | Social House          | —                                | —               |
| 25. новембар 2019.  | Орландо         | Сједињене Америчке Државе | Amway Center                      | Social House          | —                                | —               |
| 27. новембар 2019.  | Мајами          | Сједињене Америчке Државе | American Airlines Arena           | Social House          | —                                | —               |
| 1. децембар 2019.   | Џексонвил       | Сједињене Америчке Државе | VyStar Veterans Memorial Arena    | Social House          | —                                | —               |
| 3. децембар 2019.   | Колумбија       | Сједињене Америчке Државе | Colonial Life Arena               | Social House          | —                                | —               |
| 5. децембар 2019.   | Нешвил          | Сједињене Америчке Државе | Bridgestone Arena                 | Social House          | —                                | —               |
| 7. децембар 2019.   | Мемфис          | Сједињене Америчке Државе | FedExForum                        | Social House          | —                                | —               |
| 9. децембар 2019.   | Далас           | Сједињене Америчке Државе | American Airlines Center          | Social House          | —                                | —               |
| 12. децембар 2019.  | Феникс          | Сједињене Америчке Државе | Talking Stick Resort Arena        | Social House          | —                                | —               |
| 13. децембар 2019.  | Анахејм         | Сједињене Америчке Државе | Honda Center                      | Social House          | —                                | —               |
| 15. децембар 2019.  | Лас Вегас       | Сједињене Америчке Државе | MGM Grand Garden Arena            | Social House          | —                                | —               |
| 17. децембар 2019.  | Сан Франциско   | Сједињене Америчке Државе | Chase Center                      | Social House          | —                                | —               |
| 18. децембар 2019.  | Сан Франциско   | Сједињене Америчке Државе | Chase Center                      | Social House          | —                                | —               |
| 21. децембар 2019.  | Инглвуд         | Сједињене Америчке Државе | The Forum                         | Social House          | —                                | —               |
| 22. децембар 2019.  | Инглвуд         | Сједињене Америчке Државе | The Forum                         | Social House          | —                                | —               |
| Укупно              | Укупно          | Укупно                    | Укупно                            | Укупно                | —                                | —               |

## Отказани наступи
| Датум              | Град       | Држава                    | Место одржавања         | Разлог                                                                                 |
| ------------------ | ---------- | ------------------------- | ----------------------- | -------------------------------------------------------------------------------------- |
| 18. април 2019.    | Омаха      | Сједињене Америчке Државе | CHI Health Center Omaha | Промене у распореду због Арианиног наступа на Coachella Valley Music and Arts Festival |
| 4. јун 2019.       | Рали       | Сједињене Америчке Државе | PNC Arena               | Промене у распореду због Арианиног наступа на Coachella Valley Music and Arts Festival |
| 9. септембар 2019. | Краков     | Пољска                    | Tauron Arena            | Лични разлози.                                                                         |
| 17. новембар 2019. | Лексингтон | Сједињене Америчке Државе | Rupp Arena              | Нарушено здравствено стање.                                                            |